# Chirodropus palmatus
Chirodropus palmatus Haeckel, 1880 è una specie di cnidari cubozoi della famiglia Chirodropidae, caratterizzata da numerosi tentacoli che nascono da appendici alla base della campana e dalle sue dimensioni relativamente grandi.

## Descrizione
Ernst Haeckel ha descritto brevemente e senza disegni questa specie, la quale non è stata più rilevata dalla fine del XIX secolo. Si tratta di una medusa Chirodropida con una campana lunga circa 10 cm. Come gli altri chirodropidi, la C. palmatus si distingue per la presenza di numerosi tentacoli per pedalium (ognuna delle quattro strutture muscolose alla base dell'ombrella e dalle quali dipartono i tentacoli). Ogni pedalium possiede 21 "dita", dalle quali nascono altrettanti tentacoli.
I sacchetti gastrici sono nella C. palamatus sono fusi assieme nella parte apicale e fino a 2/3 della loro lunghezza. Le facelle sono composte da numerosi filamenti.

## Distribuzione
La C. palmatus è stata raccolta nelle acque dell'Atlantico meridionale, nei pressi di Sant'Elena.